# 大庭新村
大庭新村位於原台北縣板橋鎮社后里。現新北市板橋區國光路大庭新城。1961年成立，主要住戶由位於臺北市的南機場雙園新村搬遷過來。大庭之名據悉，當年參謀總長彭孟緝於命名時，曾說：｢就像個大家庭一樣｣，因此而名。另，根據臺灣堡圖之記載，鄰近之北極壇周邊，今中正路、民權路口一帶，曾有一聚落名為「大埕（台灣話：Tuā-tiânn）」，其中「埕」意為廣場、庭院，故與「大庭」之詞意吻合。1991年間由國防部籌備改建，1995年搬遷入住，為新北市規模最大的眷村，現在「大庭新城」可謂是新北市規模最大，極具眷村特色的社區。